# Jakub Jankto
Jakub Jankto (Praga, 19 gennaio 1996) è un calciatore ceco, centrocampista svincolato.

## Biografia
Parla fluentemente ceco, italiano, inglese e spagnolo.
Da bambino, è stato soprannominato Sampi, in riferimento a Samppa Lajunen, su iniziativa del padre, in modo da poterlo distinguere dagli altri compagni di squadra con lo stesso nome.
Oltre a essere un calciatore, ha sviluppato fin da bambino una grande passione per la pittura, ispirandosi ai pittori suoi connazionali; firma sempre le sue opere con le iniziali: J.J.
Jankto ha avuto una relazione con la modella Markéta Ottomanská, dalla quale è nato un figlio. Il 13 febbraio 2023 pubblica un video in cui dichiara di essere omosessuale, diventando il primo calciatore di una nazionale maggiore maschile, in attività, a fare coming out.

## Caratteristiche tecniche
Centrocampista mancino, è duttile tatticamente (può giocare sia da esterno sia da mezzala) e abile tecnicamente, oltre a essere dotato di un'ottima capacità di corsa: per questo a Udine è stato ribattezzato "La iena di Praga".
Possiede, inoltre, un buon tiro dalla distanza (oltre che potente), una buona visione di gioco ed è bravo a inserirsi nelle difese avversarie.

## Carriera

### Club

#### Giovanili e prestito all'Ascoli
Cresce nelle giovanili dello Slavia Praga, trasferendosi poi in Italia nel 2014, a 18 anni, all'Udinese, con cui disputa il Campionato Primavera. Nella stagione 2015-2016 va a giocare in prestito in Serie B, all'Ascoli, con cui esordisce il 2 agosto 2015 nella sconfitta casalinga per 1-2 in Coppa Italia con il Cosenza. In campionato fa invece il suo esordio il 15 settembre nella vittoria per 1-0 in casa sulla Virtus Entella. Mette a segno la prima rete il 3 ottobre nello 0-4 sul campo del Como. Termina la stagione nelle Marche con 35 presenze e 5 reti.

#### Udinese
Il 1º luglio 2016 ritorna per fine prestito all'Udinese, in Serie A, esordendo in Coppa Italia il 13 agosto nella sconfitta casalinga per 2-3 contro lo Spezia. Il 21 settembre esordisce in Serie A, nel 2-2 casalingo contro la Fiorentina. Il 15 ottobre segna il suo primo gol, nella sfida persa per 2-1 contro la Juventus.
Il 4 dicembre 2017 mette a segno una doppietta ai danni del Crotone nella partita finita 0-3 a favore dei friulani.

#### Passaggio alla Sampdoria
Il 6 luglio 2018 Jankto viene ceduto alla Sampdoria con la formula del prestito annuale con obbligo di riscatto fissato a 15 milioni.
Fa il suo esordio in partite ufficiali con il nuovo club il 12 agosto contro la Viterbese in Coppa Italia segnando il gol che decide il match vinto per 1-0. Il 26 agosto seguente esordisce in campionato contro l'Udinese, sua ex squadra. Nella sua prima stagione a Genova gioca 25 partite, faticando a imporsi come titolare (solo 7 volte ha giocato nell'11 titolare).
L'anno successivo trova il suo primo gol con la maglia blucerchiata, il 28 settembre 2019 contro l'Inter nella sconfitta casalinga per 1-3. In stagione segna 2 reti (l'altra nel 5-1 contro il Brescia), imponendosi come titolare sotto la gestione di Claudio Ranieri da esterno sinistro nel suo 4-4-2.
Nella terza stagione a Genova continua a essere titolare, facendosi notare più spesso anche in fase realizzativa, andando a segno nel successo contro l'Atalanta (1-3), nel derby contro il Genoa (1-1) e contro il Napoli (sconfitta 2-1). Il 6 gennaio 2021, in occasione della vittoria per 2-1 contro l'Inter, indossa per la prima volta la fascia da capitano del club doriano.

#### Getafe e il prestito allo Sparta Praga
Il 19 agosto 2021 Jankto firma un contratto con il Getafe, pagato da quest'ultima società 6 milioni più un bonus, per un ammontare di circa 7 milioni totali.
Il 10 agosto 2022 viene ceduto in prestito allo Sparta Praga.

#### Il ritorno in Italia: Cagliari
Il 15 luglio 2023 viene ufficializzato il suo passaggio al Cagliari, dove ritrova Claudio Ranieri come allenatore, firmando un contratto biennale con opzione per un'altra stagione in favore del club sardo. Esordisce il 21 agosto nel secondo tempo della partita in casa del Torino, subentrando a Gaetano Oristanio. Alla 27ª giornata, nella gara disputata il 3 marzo sul campo dell'Empoli, segna il primo gol in rossoblù, che vale anche il primo successo esterno stagionale del Cagliari (0-1).
Il 26 giugno 2025, il presidente del Cagliari, Tommaso Giulini, ha annunciato che Jankto avrebbe lasciato il club al termine dell'annata, alla scadenza naturale del proprio contratto.

### Nazionale
Dopo aver fatto parte delle selezioni Under-17, Under-18 e Under-19 del suo Paese, nel 2016 esordisce in Under-21, prima il 23 maggio nell'amichevole casalinga con l'Albania, finita 1-1, nella quale mette a segno il gol del pareggio e poi il 1º settembre nelle qualificazioni all'Europeo 2017, vincendo 3-0 in trasferta contro il Montenegro.
Nel giugno 2017 viene convocato per l'Europeo Under-21 in Polonia, venendo eliminato al 1º turno con 3 punti ottenuti in 3 gare, grazie alla vittoria contro l'Italia per 3-1.
Esordisce con la nazionale maggiore il 22 marzo 2017, nell'amichevole vinta per 3-0 contro la Lituania, in casa a Ústí nad Labem, entrando al 50º minuto e segnando la seconda rete della partita al 65º. Gioca la prima ufficiale quattro giorni dopo, il 26 marzo, partendo titolare e vincendo per 6-0 a Serravalle contro San Marino nelle qualificazioni al Mondiale 2018.
Nel giugno 2021 viene convocato per gli Europei, disputati un anno dopo a causa della pandemia di COVID-19.

## Statistiche

### Presenze e reti nei club
Statistiche aggiornate al 3 luglio 2024.
| Stagione         | Squadra          | Campionato       | Campionato | Campionato | Coppe nazionali | Coppe nazionali | Coppe nazionali | Coppe continentali | Coppe continentali | Coppe continentali | Altre coppe | Altre coppe | Altre coppe | Totale | Totale |
| Stagione         | Squadra          | Comp             | Pres       | Reti       | Comp            | Pres            | Reti            | Comp               | Pres               | Reti               | Comp        | Pres        | Reti        | Pres   | Reti   |
| ---------------- | ---------------- | ---------------- | ---------- | ---------- | --------------- | --------------- | --------------- | ------------------ | ------------------ | ------------------ | ----------- | ----------- | ----------- | ------ | ------ |
| 2015-2016        | Ascoli           | B                | 34         | 5          | CI              | 1               | 0               | -                  | -                  | -                  | -           | -           | -           | 35     | 5      |
| 2016-2017        | Udinese          | A                | 29         | 5          | CI              | 1               | 0               | -                  | -                  | -                  | -           | -           | -           | 30     | 5      |
| 2017-2018        | Udinese          | A                | 36         | 4          | CI              | 3               | 2               | -                  | -                  | -                  | -           | -           | -           | 39     | 6      |
| Totale Udinese   | Totale Udinese   | Totale Udinese   | 65         | 9          |                 | 4               | 2               |                    | -                  | -                  |             | -           | -           | 69     | 11     |
| 2018-2019        | Sampdoria        | A                | 25         | 0          | CI              | 3               | 1               | -                  | -                  | -                  | -           | -           | -           | 28     | 1      |
| 2019-2020        | Sampdoria        | A                | 30         | 2          | CI              | 1               | 0               | -                  | -                  | -                  | -           | -           | -           | 31     | 2      |
| 2020-2021        | Sampdoria        | A                | 35         | 6          | CI              | 2               | 0               | -                  | -                  | -                  | -           | -           | -           | 37     | 6      |
| lug.-ago. 2021   | Sampdoria        | A                | 0          | 0          | CI              | 1               | 0               | -                  | -                  | -                  | -           | -           | -           | 1      | 0      |
| Totale Sampdoria | Totale Sampdoria | Totale Sampdoria | 90         | 8          |                 | 7               | 1               |                    | -                  | -                  |             | -           | -           | 97     | 9      |
| ago. 2021-2022   | Getafe           | PD               | 14         | 0          | CS              | 1               | 0               | -                  | -                  | -                  | -           | -           | -           | 15     | 0      |
| 2022-2023        | Sparta Praga     | 1L               | 15         | 1          | CRC             | 1               | 0               | -                  | -                  | -                  | -           | -           | -           | 16     | 1      |
| 2023-2024        | Cagliari         | A                | 18         | 1          | CI              | 2               | 0               | -                  | -                  | -                  | -           | -           | -           | 20     | 1      |
| Totale carriera  | Totale carriera  | Totale carriera  | 235        | 23         |                 | 16              | 3               |                    | -                  | -                  |             | -           | -           | 252    | 27     |

### Cronologia presenze e reti in nazionale
| Cronologia completa delle presenze e delle reti in nazionale ― Rep. Ceca | Cronologia completa delle presenze e delle reti in nazionale ― Rep. Ceca | Cronologia completa delle presenze e delle reti in nazionale ― Rep. Ceca | Cronologia completa delle presenze e delle reti in nazionale ― Rep. Ceca | Cronologia completa delle presenze e delle reti in nazionale ― Rep. Ceca | Cronologia completa delle presenze e delle reti in nazionale ― Rep. Ceca | Cronologia completa delle presenze e delle reti in nazionale ― Rep. Ceca | Cronologia completa delle presenze e delle reti in nazionale ― Rep. Ceca |
| Data                                                                     | Città                                                                    | In casa                                                                  | Risultato                                                                | Ospiti                                                                   | Competizione                                                             | Reti                                                                     | Note                                                                     |
| ------------------------------------------------------------------------ | ------------------------------------------------------------------------ | ------------------------------------------------------------------------ | ------------------------------------------------------------------------ | ------------------------------------------------------------------------ | ------------------------------------------------------------------------ | ------------------------------------------------------------------------ | ------------------------------------------------------------------------ |
| 22-3-2017                                                                | Ústí nad Labem                                                           | Rep. Ceca                                                                | 3 – 0                                                                    | Lituania                                                                 | Amichevole                                                               | 1                                                                        | 50’                                                                      |
| 26-3-2017                                                                | Serravalle                                                               | San Marino                                                               | 0 – 6                                                                    | Rep. Ceca                                                                | Qual. Mondiali 2018                                                      | -                                                                        | 67’                                                                      |
| 5-6-2017                                                                 | Bruxelles                                                                | Belgio                                                                   | 2 – 1                                                                    | Rep. Ceca                                                                | Amichevole                                                               | -                                                                        | 46’                                                                      |
| 10-6-2017                                                                | Oslo                                                                     | Norvegia                                                                 | 1 – 1                                                                    | Rep. Ceca                                                                | Qual. Mondiali 2018                                                      | -                                                                        | 43’                                                                      |
| 1-9-2017                                                                 | Praga                                                                    | Rep. Ceca                                                                | 1 – 2                                                                    | Germania                                                                 | Qual. Mondiali 2018                                                      | -                                                                        | 89’                                                                      |
| 4-9-2017                                                                 | Belfast                                                                  | Irlanda del Nord                                                         | 2 – 0                                                                    | Rep. Ceca                                                                | Qual. Mondiali 2018                                                      | -                                                                        | 55’                                                                      |
| 5-10-2017                                                                | Baku                                                                     | Azerbaigian                                                              | 1 – 2                                                                    | Rep. Ceca                                                                | Qual. Mondiali 2018                                                      | -                                                                        |                                                                          |
| 8-10-2017                                                                | Plzeň                                                                    | Rep. Ceca                                                                | 5 – 0                                                                    | San Marino                                                               | Qual. Mondiali 2018                                                      | -                                                                        |                                                                          |
| 8-11-2017                                                                | Doha                                                                     | Islanda                                                                  | 1 – 2                                                                    | Rep. Ceca                                                                | Amichevole                                                               | -                                                                        | 87’                                                                      |
| 11-11-2017                                                               | Doha                                                                     | Qatar                                                                    | 0 – 1                                                                    | Rep. Ceca                                                                | Amichevole                                                               | -                                                                        | 62’                                                                      |
| 1-6-2018                                                                 | Sankt Pölten                                                             | Australia                                                                | 4 – 0                                                                    | Rep. Ceca                                                                | Amichevole                                                               | -                                                                        | 46’ 79’                                                                  |
| 6-6-2018                                                                 | Schwechat                                                                | Nigeria                                                                  | 0 – 1                                                                    | Rep. Ceca                                                                | Amichevole                                                               | -                                                                        | 79’                                                                      |
| 10-9-2018                                                                | Rostov sul Don                                                           | Russia                                                                   | 5 – 1                                                                    | Rep. Ceca                                                                | Amichevole                                                               | -                                                                        |                                                                          |
| 13-10-2018                                                               | Trnava                                                                   | Slovacchia                                                               | 1 – 2                                                                    | Rep. Ceca                                                                | UEFA Nations League 2018-2019 - 1º turno                                 | -                                                                        | 89’                                                                      |
| 16-10-2018                                                               | Kiev                                                                     | Ucraina                                                                  | 1 – 0                                                                    | Rep. Ceca                                                                | UEFA Nations League 2018-2019 - 1º turno                                 | -                                                                        | 81’                                                                      |
| 15-11-2018                                                               | Danzica                                                                  | Polonia                                                                  | 0 – 1                                                                    | Rep. Ceca                                                                | Amichevole                                                               | 1                                                                        | 66’                                                                      |
| 19-11-2018                                                               | Praga                                                                    | Rep. Ceca                                                                | 1 – 0                                                                    | Slovacchia                                                               | UEFA Nations League 2018-2019 - 1º turno                                 | -                                                                        | 76’                                                                      |
| 22-3-2019                                                                | Londra                                                                   | Inghilterra                                                              | 5 – 0                                                                    | Rep. Ceca                                                                | Qual. Euro 2020                                                          | -                                                                        | 46’                                                                      |
| 26-3-2019                                                                | Praga                                                                    | Rep. Ceca                                                                | 1 – 3                                                                    | Brasile                                                                  | Amichevole                                                               | -                                                                        | 84’                                                                      |
| 7-6-2019                                                                 | Praga                                                                    | Rep. Ceca                                                                | 2 – 1                                                                    | Bulgaria                                                                 | Qual. Euro 2020                                                          | -                                                                        | 82’                                                                      |
| 10-6-2019                                                                | Olomouc                                                                  | Rep. Ceca                                                                | 3 – 0                                                                    | Montenegro                                                               | Qual. Euro 2020                                                          | 1                                                                        | 74’                                                                      |
| 7-9-2019                                                                 | Pristina                                                                 | Kosovo                                                                   | 2 – 1                                                                    | Rep. Ceca                                                                | Qual. Euro 2020                                                          | -                                                                        |                                                                          |
| 10-9-2019                                                                | Podgorica                                                                | Montenegro                                                               | 0 – 3                                                                    | Rep. Ceca                                                                | Qual. Euro 2020                                                          | -                                                                        | 75’                                                                      |
| 11-10-2019                                                               | Praga                                                                    | Rep. Ceca                                                                | 2 – 1                                                                    | Inghilterra                                                              | Qual. Euro 2020                                                          | -                                                                        | 8’ 83’                                                                   |
| 14-11-2019                                                               | Plzeň                                                                    | Rep. Ceca                                                                | 2 – 1                                                                    | Kosovo                                                                   | Qual. Euro 2020                                                          | -                                                                        | 90+1’                                                                    |
| 17-11-2019                                                               | Sofia                                                                    | Bulgaria                                                                 | 1 – 0                                                                    | Rep. Ceca                                                                | Qual. Euro 2020                                                          | -                                                                        | 90+3’                                                                    |
| 4-9-2020                                                                 | Bratislava                                                               | Slovacchia                                                               | 1 – 3                                                                    | Rep. Ceca                                                                | UEFA Nations League 2020-2021 - 1º turno                                 | -                                                                        | 68’                                                                      |
| 11-11-2020                                                               | Berlino                                                                  | Germania                                                                 | 1 – 0                                                                    | Rep. Ceca                                                                | Amichevole                                                               | -                                                                        | 46’                                                                      |
| 15-11-2020                                                               | Plzeň                                                                    | Rep. Ceca                                                                | 1 – 0                                                                    | Israele                                                                  | UEFA Nations League 2020-2021 - 1º turno                                 | -                                                                        | 82’                                                                      |
| 18-11-2020                                                               | Plzeň                                                                    | Rep. Ceca                                                                | 2 – 0                                                                    | Slovacchia                                                               | UEFA Nations League 2020-2021 - 1º turno                                 | -                                                                        | 74’                                                                      |
| 24-3-2021                                                                | Lublino                                                                  | Estonia                                                                  | 2 – 6                                                                    | Rep. Ceca                                                                | Qual. Mondiali 2022                                                      | 1                                                                        | 65’                                                                      |
| 27-3-2021                                                                | Praga                                                                    | Rep. Ceca                                                                | 1 – 1                                                                    | Belgio                                                                   | Qual. Mondiali 2022                                                      | -                                                                        | 61’                                                                      |
| 30-3-2021                                                                | Cardiff                                                                  | Galles                                                                   | 1 – 0                                                                    | Rep. Ceca                                                                | Qual. Mondiali 2022                                                      | -                                                                        | 62’ 82’                                                                  |
| 4-6-2021                                                                 | Bologna                                                                  | Italia                                                                   | 4 – 0                                                                    | Rep. Ceca                                                                | Amichevole                                                               | -                                                                        | 61’                                                                      |
| 8-6-2021                                                                 | Praga                                                                    | Rep. Ceca                                                                | 3 – 1                                                                    | Albania                                                                  | Amichevole                                                               | -                                                                        | 64’                                                                      |
| 14-6-2021                                                                | Glasgow                                                                  | Scozia                                                                   | 0 – 2                                                                    | Rep. Ceca                                                                | Euro 2020 - 1º turno                                                     | -                                                                        | 72’                                                                      |
| 18-6-2021                                                                | Glasgow                                                                  | Croazia                                                                  | 1 – 1                                                                    | Rep. Ceca                                                                | Euro 2020 - 1º turno                                                     | -                                                                        | 74’                                                                      |
| 22-6-2021                                                                | Londra                                                                   | Rep. Ceca                                                                | 0 – 1                                                                    | Inghilterra                                                              | Euro 2020 - 1º turno                                                     | -                                                                        | 46’                                                                      |
| 27-6-2021                                                                | Budapest                                                                 | Paesi Bassi                                                              | 0 – 2                                                                    | Rep. Ceca                                                                | Euro 2020 - Ottavi di finale                                             | -                                                                        | 79’                                                                      |
| 3-7-2021                                                                 | Baku                                                                     | Rep. Ceca                                                                | 1 – 2                                                                    | Danimarca                                                                | Euro 2020 - Quarti di finale                                             | -                                                                        | 46’                                                                      |
| 2-9-2021                                                                 | Ostrava                                                                  | Rep. Ceca                                                                | 1 – 0                                                                    | Bielorussia                                                              | Qual. Mondiali 2022                                                      | -                                                                        | 77’                                                                      |
| 24-3-2022                                                                | Solna                                                                    | Svezia                                                                   | 1 – 0 dts                                                                | Rep. Ceca                                                                | Qual. Mondiali 2022                                                      | -                                                                        | 76’                                                                      |
| 29-3-2022                                                                | Cardiff                                                                  | Galles                                                                   | 1 – 1                                                                    | Rep. Ceca                                                                | Amichevole                                                               | -                                                                        | 63’                                                                      |
| 2-6-2022                                                                 | Praga                                                                    | Rep. Ceca                                                                | 2 – 1                                                                    | Svizzera                                                                 | UEFA Nations League 2022-2023 - 1º turno                                 | -                                                                        | 67’                                                                      |
| 5-6-2022                                                                 | Praga                                                                    | Rep. Ceca                                                                | 2 – 2                                                                    | Spagna                                                                   | UEFA Nations League 2022-2023 - 1º turno                                 | -                                                                        | 24’ 46’                                                                  |
| Totale                                                                   |                                                                          | Presenze                                                                 | 45                                                                       |                                                                          | Reti                                                                     | 4                                                                        |                                                                          |

| Cronologia completa delle presenze e delle reti in nazionale ― Rep. Ceca under 21 | Cronologia completa delle presenze e delle reti in nazionale ― Rep. Ceca under 21 | Cronologia completa delle presenze e delle reti in nazionale ― Rep. Ceca under 21 | Cronologia completa delle presenze e delle reti in nazionale ― Rep. Ceca under 21 | Cronologia completa delle presenze e delle reti in nazionale ― Rep. Ceca under 21 | Cronologia completa delle presenze e delle reti in nazionale ― Rep. Ceca under 21 | Cronologia completa delle presenze e delle reti in nazionale ― Rep. Ceca under 21 | Cronologia completa delle presenze e delle reti in nazionale ― Rep. Ceca under 21 |
| Data                                                                              | Città                                                                             | In casa                                                                           | Risultato                                                                         | Ospiti                                                                            | Competizione                                                                      | Reti                                                                              | Note                                                                              |
| --------------------------------------------------------------------------------- | --------------------------------------------------------------------------------- | --------------------------------------------------------------------------------- | --------------------------------------------------------------------------------- | --------------------------------------------------------------------------------- | --------------------------------------------------------------------------------- | --------------------------------------------------------------------------------- | --------------------------------------------------------------------------------- |
| 23-5-2016                                                                         | Mittersill                                                                        | Rep. Ceca under 21                                                                | 1 – 1                                                                             | Albania under 21                                                                  | Amichevole                                                                        | 1                                                                                 | 52’                                                                               |
| 1-9-2016                                                                          | Podgorica                                                                         | Montenegro under 21                                                               | 0 – 3                                                                             | Rep. Ceca under 21                                                                | Qual. Europeo Under-21 2017                                                       | -                                                                                 |                                                                                   |
| 6-9-2016                                                                          | Oud-Heverlee                                                                      | Belgio under 21                                                                   | 2 – 1                                                                             | Rep. Ceca under 21                                                                | Qual. Europeo Under-21 2017                                                       | -                                                                                 | 60’                                                                               |
| 7-10-2016                                                                         | Znojmo                                                                            | Rep. Ceca under 21                                                                | 4 – 1                                                                             | Moldavia under 21                                                                 | Qual. Europeo Under-21 2017                                                       | 2                                                                                 |                                                                                   |
| 18-6-2017                                                                         | Tychy                                                                             | Germania under 21                                                                 | 2 – 0                                                                             | Rep. Ceca under 21                                                                | Europeo Under-21 2017 - 1º turno                                                  | -                                                                                 | 88’                                                                               |
| 21-6-2017                                                                         | Tychy                                                                             | Rep. Ceca under 21                                                                | 3 – 1                                                                             | Italia under 21                                                                   | Europeo Under-21 2017 - 1º turno                                                  | -                                                                                 |                                                                                   |
| 24-6-2017                                                                         | Tychy                                                                             | Rep. Ceca under 21                                                                | 2 – 4                                                                             | Danimarca under 21                                                                | Europeo Under-21 2017 - 1º turno                                                  | -                                                                                 | 64’                                                                               |
| Totale                                                                            |                                                                                   | Presenze                                                                          | 7                                                                                 |                                                                                   | Reti                                                                              | 3                                                                                 |                                                                                   |

## Palmarès

### Club
- Campionato ceco: 1

Sparta Praga: 2022-2023

### Individuale
- Talento ceco dell'anno: 1

2017